# Kamenka (Nerl)
Pour les articles homonymes, voir Kamenka (homonymie).
La Kamenka (en russe : Каменка) est une rivière russe, longue de 47 kilomètres, située dans le raïon de Souzdal, dans l'oblast de Vladimir, dans la partie européenne de la Russie. Affluent en rive droite de la Nerl qu'elle rejoint en aval de Kidekcha, elle est une rivière du bassin de la Volga.
La rivière prend sa source au niveau du ville de Novokamenskoïe, dans une vaste plaine qu'elle traverse tout le long de son cours. Après avoir traversé le bourg de Goubartchevo, un petit lac artificiel prend place sur son cours. Elle reprend ensuite la direction du nord, et avant le village de Krapivié, elle récupère les eaux de l'Ourchma, son principal affluent, de sa rive gauche. Une fois passé le village de Kibol, elle fait plusieurs méandres dans la ville historique de Souzdal avec ces nombreuses églises. Le dernier village est celui de Kidekcha, inscrit comme Souzdal au patrimoine mondial, puis la Kamenka se jette depuis la rive droite dans la Nerl.

## Géographie

### Situation
Longue d'environ 47 kilomètres, la Kamenka commence son cours à environ 139 m d'altitude au nord-est du village de Novokamenskoïe, dans le raïon de Souzdal. Elle traverse le village de Goubartchevo, où elle possède un lac artificiel avec un barrage. La rivière contourne le village de Vycheslavskoïe, où elle prend la direction du nord. Avant d'arriver à Krapivié, l'Ourchma se jette dans la Kamenka depuis la rive gauche. Elle longe ensuite Krapivié sans le traverser puis passe à côté du village de Kibol.
À Kibol, la rivière prend brièvement la direction de l'est, avant d'aller direction sud en arrivant à la plus grande localité qu'elle irrigue et dont l'histoire y est fortement liée, Souzdal. Elle possède plusieurs grands méandres dans la ville historique, avec sur ses bords d'importants monuments comme le monastère du Sauveur-Saint-Euthyme et le kremlin de Souzdal. Une fois passée le kremlin, elle reprend la direction de l'est, passant à côté du village de Glebovskoïe avant d'atteindre Kidekcha, où se situe l'embouchure avec la Nerl, à une altitude de 95 m.

### Hydrographie
La taille de son bassin est de 312 km2, et elle fait partie du bassin de la Volga. La Nerl se jette dans la Kliazma, puis cette eau-ci se jette dans l'Oka avant d'atteindre la Volga.
L'eau de la rivière gèle de novembre à avril.

### Affluents
Ses principaux affluents sont :
- l'Ourchma (ru) (aussi appelé Ourtma), à 26 km depuis sa source, avant Krapivié, sur sa rive gauche ;
- la Bakaleïka, à 29 km depuis sa source, sur sa rive droite.

### Environnement
La rivière a de nombreuses espèces de poissons qui peuvent être pêchées, comme des perches, des brèmes, des gardons et plus rarement des brochets. En juin, la rivière est recouverte de nénuphars fleurissant, la transformant un tapis vert-jaune.
Ces dernières années, la rivière Kamenka a perdu en débit, et la pollution a augmenté. Selon un inspecteur du service fédéral de surveillance des ressources naturelles (en) (Rosprirodnadzor), Alexeï Ossetrov, la rivière est touchée par les rejets non autorisés et par les stations d'épuration de la ville de Souzdal. Au cours de la décennie des années 2010, la rivière s'est envasée, envahie par la végétation, devenant un marécage puant, avec de moins en moins de poissons. Quant aux écrevisses, alors qu'elles étaient autrefois nombreuses sous l'ère soviétique, elles ont aujourd'hui disparu.
La qualité de la rivière est importante, car elle est le principal affluent de la Nerl, la Nerl étant la rivière qui alimente en eau potable deux tiers de la population de l'oblast de Vladimir. Une autre cause de la pollution est l'accumulation de débris et de déchets. En 2022, l'eau est trouble, non potable, et la pêche est impactée. Le problème a été entendu par l'oblast de Vladimir, qui souhaite prendre des mesures, tandis que le ministère des Ressources naturelles et de l'Environnement de Russie pense à nettoyer la rivière, car elle a besoin d'une aide d'urgence. Le ministère pense que le nettoyage serait un « excellent cadeau pour le 1000e anniversaire de la ville » (en 2024).

## Histoire et culture

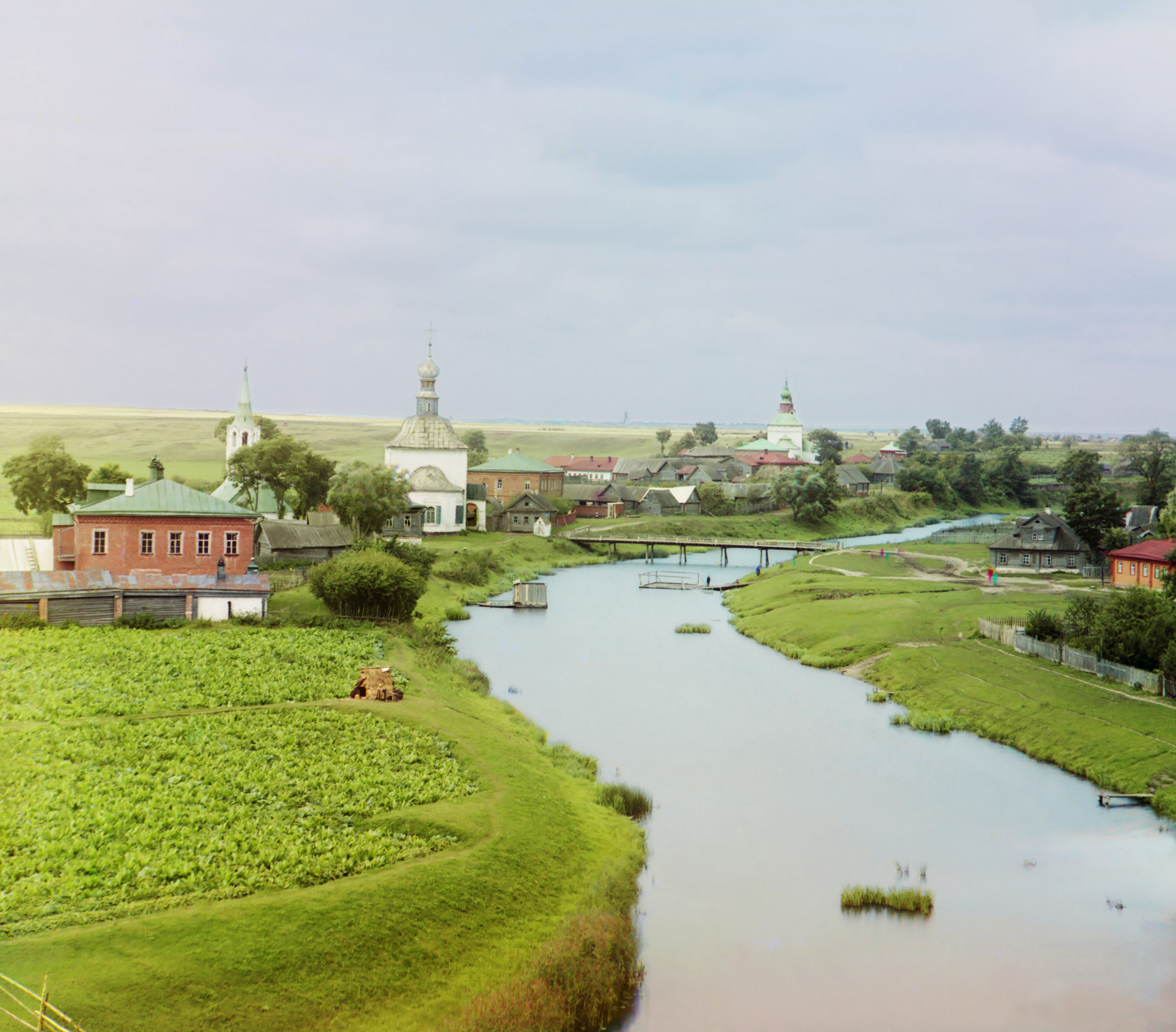
Photographie de la Kamenka à Souzdal en 1912 par Sergueï Prokoudine-Gorski.

La Kamenka est la principale artère hydrique de Souzdal, avec les principaux monuments qui se situent sur ses rives. L'on trouve ainsi le kremlin de Souzdal qui a été construit au Xe siècle, 3 monastères (monastère Saint-Alexandre, monastère de la Déposition-de-la-Robe-de-la-Vierge, monastère du Sauveur-Saint-Euthyme) et le musée de l'architecture en bois de Souzdal. Il y a aussi de nombreuses églises, comme l'église du Prophète-Élie.

À Kidekcha, la rivière traverse ce village en pierre blanche avec comme principal monument l'église Saints-Boris-et-Gleb de 1152, un des plus anciens bâtiments en pierre blanche de la Russie. Certains des monuments de Souzdal et de Vladimir sont classés au patrimoine mondial de l'UNESCO au sein du site des monuments de Vladimir et de Souzdal.

Monuments de Souzdal (sélection) :
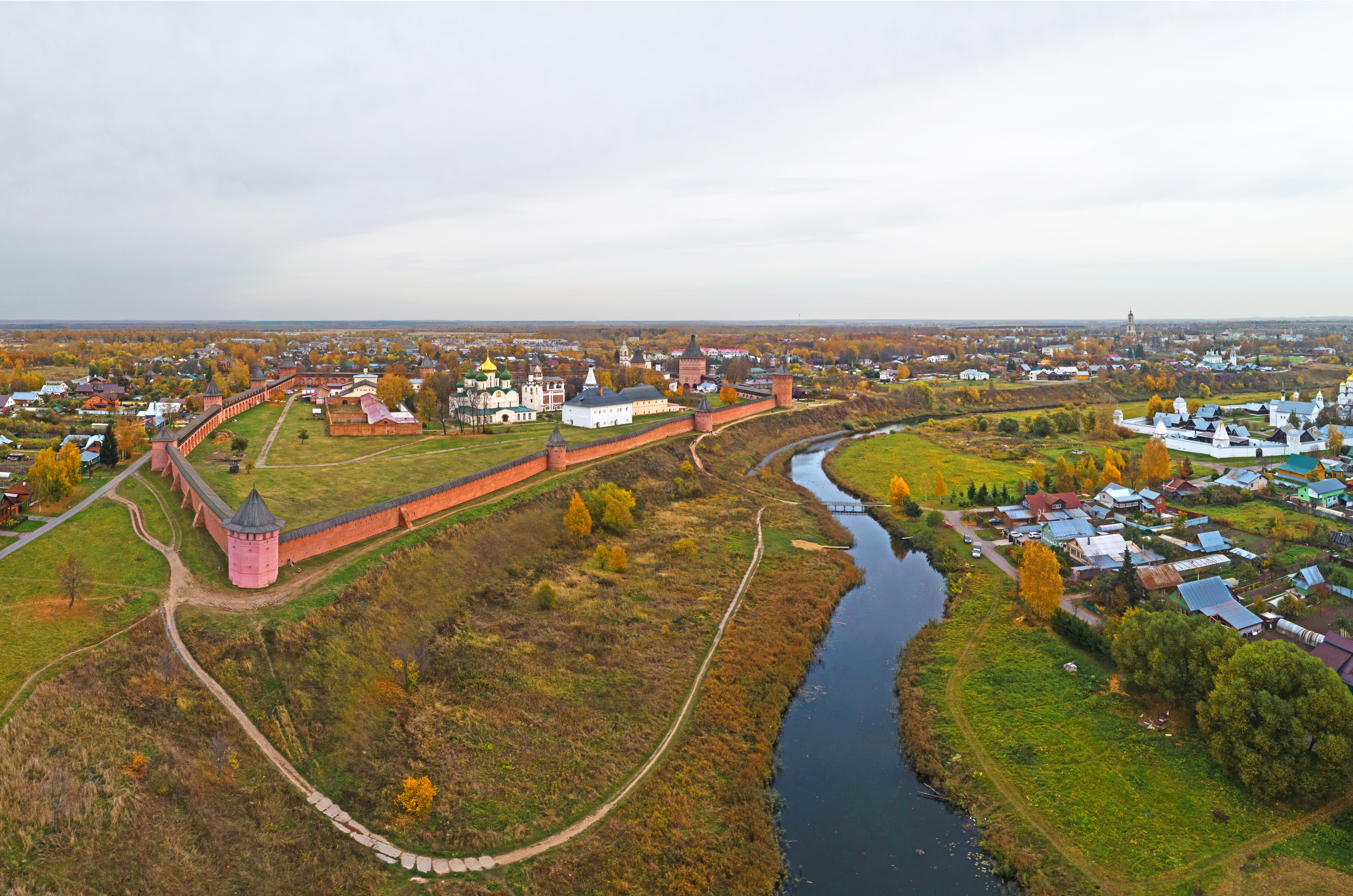
Monastère du Sauveur-Saint-Euthyme.
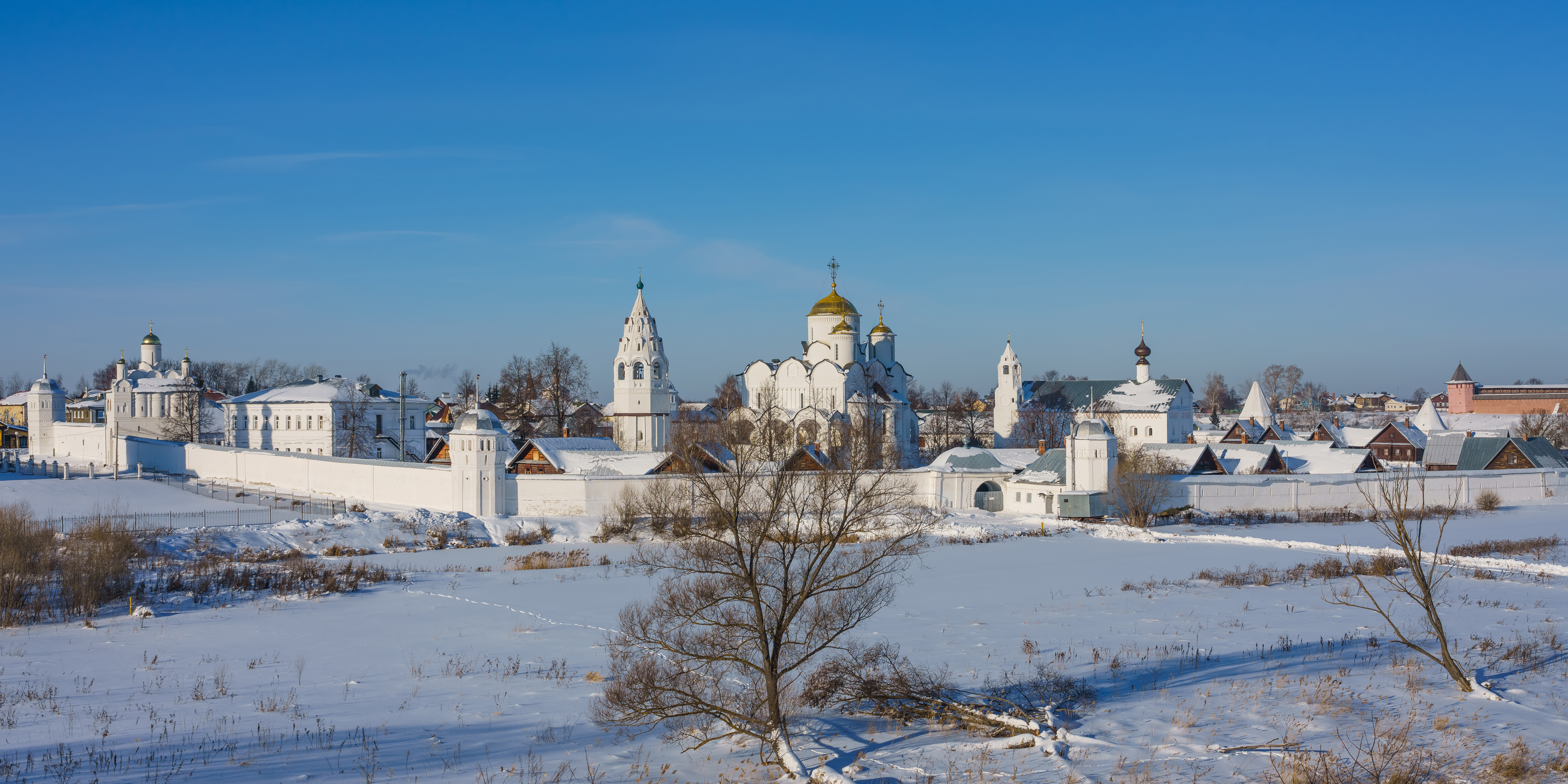
Couvent de l'Intercession et rivière gelée.
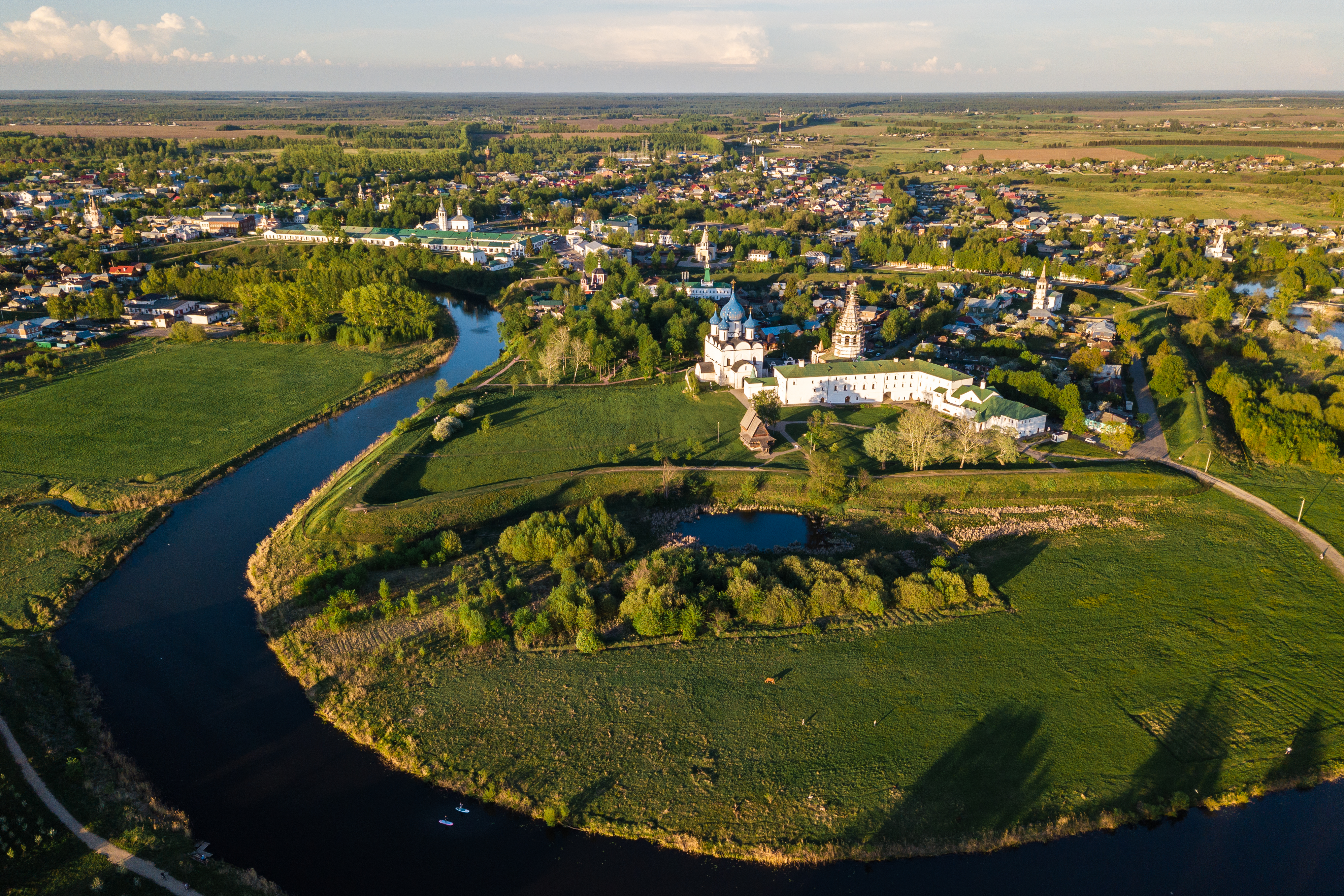
Kremlin de Souzdal.

## Économie

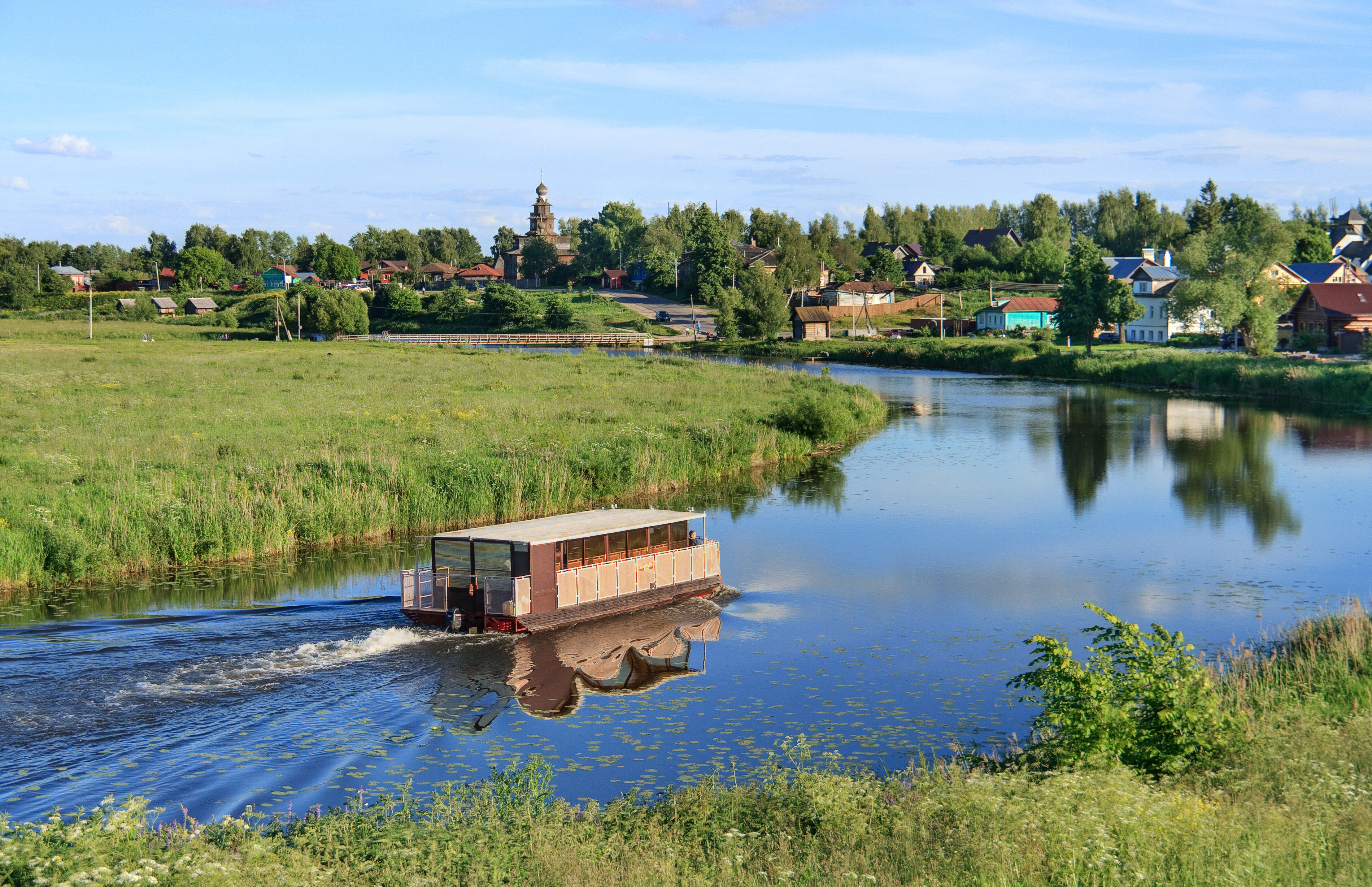
Bateau à Souzdal.

Ces dernières années, avec l'accroissement du tourisme, l'industrie aquatique s'est développée, avec des promenades en bateau. Cependant, il est interdit de se baigner dans la rivière. De nombreux hôtels se trouvent à Souzdal. La pêche est autorisée toute l'année. En hiver, l'on peut pratiquer du ski, de la motoneige et d'autres activités d'hiver sur la rivière gelée.
La taille de la rivière ne permet pas le passage des navires ou barges, seulement des petits bateaux.